# 小波功
小波 功（こば　いさお、1962年5月 – ）は、日本の防衛官僚。

## 人物
大分県出身。大分県立別府青山高等学校を経て、中央大学法学部卒業。

## 略歴
※出典
- 1986年　防衛庁入庁　長官官房総務課法制調査官付
- 2003年　技術研究本部総務部会計課長
- 2005年　長官官房企画官
- 2006年　長官官房地方調整官
- 2007年　警察庁九州管区警察局広域調整部長
- 2009年　地方協力局労務管理課長
- 2011年　防衛医科大学校事務局総務部長
- 2013年　技術研究本部総務部総務課長
- 2015年　防衛監察本部統括監察官
- 2017年　大臣官房サイバーセキュリティー・情報化審議官
- 2019年　南関東防衛局長
- 2021年　防衛監察本部副監察官
- 2022年8月　退官